# Museo unico regionale dell'arte tessile sarda
Il Museo unico regionale dell'arte tessile sarda, in acronimo MURATS, si trova a Samugheo, in provincia di Oristano, località nota per la produzione tessile. L'edificio è ubicato alla periferia del paese, in via Bologna sn, nella strada che porta a Busachi. Il Museo dispone di una collezione basata sulla produzione tessile della Sardegna che va dal XVIII secolo fino alla prima metà del XX.

## Storia
Il MURATS è stato progettato alla fine degli anni '90 ma la sua costruzione è stata terminata nel 2001 per volontà del Comune di Samugheo, la sua è una struttura realizzata per l'occasione e si sviluppa su due piani per una totalità di 750 m² circa di spazio espositivo. Al piano terra, insieme al front office, si trovano due sale mentre al primo piano si trova una terza grande sala.

## Collezione
La collezione del MURATS è formata da una serie di manufatti provenienti da tutte le zone dell'Isola, si tratta di coperte, copricassapanche, tovagliati, bisacce, sacchi da pastore, teli per il pane, abiti femminili e maschili sia giornalieri che festivi e altri preziosi manufatti realizzati artigianalmente in lana, cotone e lino. Sono presenti anche alcuni attrezzi che venivano utilizzati nel processo di realizzazione della materia prima e anche alcuni esempi di antichi telai in legno con cui venivano realizzati i manufatti. Tra i pezzi più pregiati spiccano le affaciadas, piccolissime strisce di tessuto finemente lavorato che si esponevano nei balconi durante la processione del Corpus Domini, e i tappinu e mortu. Della collezione fanno parte anche alcuni manufatti della collezione Cocco.

## Attività
Oltre all'esposizione permanente della collezione tessile il museo segue un programma di mostre temporanee attinenti alla natura dello stesso museo ma anche di arte contemporanea in occasione di eventi di rilievo della comunità di Samugheo o dell'isola in generale. Mostre che vengono completate da eventi paralleli quali workshop, laboratori e giornate di studio a cui partecipano gli artisti chiamati per esporre.

## Mostre temporanee

### 2020
-       TESSINGIU. 53ª Mostra dell’Artigianato Sardo, Museo MURATS/ Ex Cantina Sociale
-       TESSINGIU PER MIRTO’ Esposizione di artigianato presso il Museo Archeologico, Olbia
-       AB ORIGINE, Tosino Anfossi e Edina Altara, Museo MURATS

### 2019
- TEMPO SOSPESO. Abiti tradizionali della Sardegna, Museo MURATS

- TESSINGIU. 52ª Mostra dell’Artigianato Sardo, Museo MURATS/ Ex Cantina Sociale

- TESSINGIU PER BARUMINI Esposizione di artigianato presso Casa Zappata, Barumini

- TESSINGIU PER MIRTO’ Esposizione di artigianato presso il Teatro Michelucci, Olbia

- NARAMI. Antologica del tappeto sardo, Museo MURATS

- INVENTARIO 20. Prima Biennale della Fiber Art Sardegna, Museo MURATS

### 2018
- PUNTI DI VISTA. Sperimentazioni tessile del Liceo artistico Figari di Sassari, Museo MURATS

- SEGNI di Giovanni Carta, Museo MURATS

- TESSINGIU. 51ª Mostra dell’Artigianato Sardo', Museo MURATS

- TRASFIGURAZIONI di Maria Jole Serreli, Museo MURATS

### 2017
- COLLEZIONE DEL PRINCIPE, Museo MURATS

- TESSINGIU - 50ª Mostra dell'Artigianato Sardo, Museo MURATS

- 1926-1976 ARTE E DESIGN NELLA PRODUZIONE DELLA MITA a cura di Matteo Fochessati e Gianni Franzone, Museo MURATS

- INTRECCI LIBERI di Daniela Frongia a cura di Anna Rita Punzo, Museo MURATS

### 2016
- IMPRESSIONI di Marco Pili, Museo MURATS

- SARDINIAN TEXTILES. An exhibit of handwoven art, CCI San Francisco (USA)

- TESSINGIU - 49ª Mostra dell'Artigianato Sardo, Museo MURATS

- CORPI SONORI. Strumenti musicali dal mondo a cura di Anna Rita Punzo, Museo MURATS

### 2015
- CALPESTA LA GUERRA. Tappeti di guerra Afgani, Museo MURATS

- TESSINGIU - 48ª mostra dell'Artigianato Sardo, Museo MURATS

- FACE OFF - Bersaglio di notte di Max Mazzoli e Francesca Randi, Museo MURATS

- IL COSTUME SARDO. L'arte che ispira l'arte di Guido Colucci, Museo MURATS

- TZERIMONIAS PAGANAS. I volti della maschera di Antonio Baldino, Museo MURATS

### 2014
- TAVOLARA E DEPPERO. La manifattura delle case d'artea cura di Nicoletta Boschiero, Museo MURATS

- TESSINGIU - 47ª Mostra dell'artigianato sardo, Museo MURATS

- TRAMA FAMILIARE di Narcisa Monni a cura di Davide Mariani, Museo MURATS

- LA GRANDE NOTTE di Tonino Mattu a cura di Ivo Serafino Fenu, Museo MURATS

- FACE OFF - Luoghi quotidiani di Gavino Ganau e Giovanni Sanna, Museo MURATS

- ZENìA. Sa Die de sa Sardigna, Museo MURATS

- ITINERARI DELLA PASSIONE di Lilliana Cano, Museo MURATS

- FACE OFF- True Lies di Sergio Fronteddu e Vincenzo Pattusi, Museo MURATS

### 2013
- IN LIMINE di Fausto Urru, Museo MURATS

- LA MIA SARDEGNA di Chiara Samugheo, Museo MURATS

- TESSINGIU - 46ª Mostra dell'Artigianato Sardo, Museo MURATS

- TEMPO SOSPESO di Pietro Basoccu, Museo MURATS

- HORO di Anna Gardu, Museo MURATS

- CODE S1043 di Pasquale Bassu, Stefano Marongiu, Vincenzo Pattusi, Museo MURATS

- APRITI SESAMO. Tappeto e arazzo di Sardegna, Museo MURATS

- APRITI SESAMO. Tappeto e arazzo di Sardegna, Sa Domo, Villanova Monteleone

- MASCA. Maschere dal mondo tra rito e teatro, Museo MURATS

### 2012
- InTessere. Arte tessile sarda, Museo MURATS

- TESSINGIU - 45ª Mostra dell'artigianato artistico sardo, Museo MURATS